# Vysokohorská meteorologická observatoř na Sněžce
Vysokohorská meteorologická observatoř Tadeusze Hołdyse na Sněžce (polsky Wysokogórskie Obserwatorium Meteorologiczne im. Tadeusza Hołdysa na Śnieżce) je pracoviště Institutu meteorologie a vodního hospodářství ve Vratislavi umístěné na nejvyšším vrcholu Krkonoš ve výšce 1602 m n. m. 
Observatoř, která je od roku 1985 pojmenována po svém dlouholetém řediteli Tadeuszi Hołdysovi, je spolu s observatoří na  Kasprov vrchu v Tatrách jednou ze dvou meteorologických stanic Institutu meteorologie a vodního hospodářství zařazených do globálního systému vysokohorských stanic Světové meteorologické organizace (WMO).

## Historie

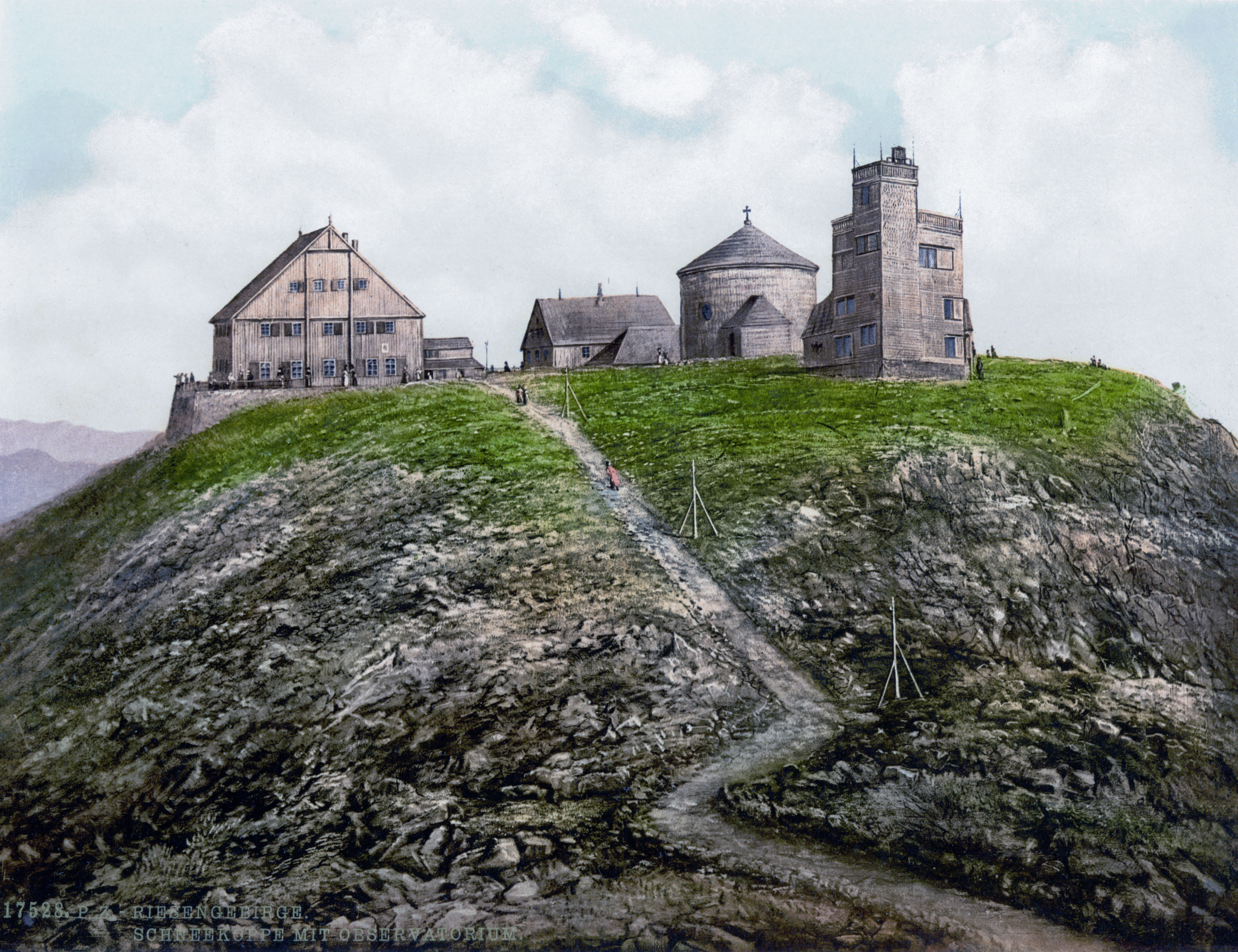
Budova staré observatoře kolem roku 1900 (první zprava)

Počátky meteorologických pozorování na Sněžce sahají do roku 1824. Zprvu se tato pozorování prováděla v kapli sv. Vavřince, která byla přestavěna na turistickou ubytovnu a sloužila různým účelům. V roce 1889 byla z iniciativy Johanna Pohla v ubytovně na slezské straně otevřena meteorologická stanice 2. třídy. 
Stavba první samostatné budovy observatoře, jejíž projekt pocházel z roku 1897, probíhala v letech 1899–1900 a od 5. července 1900 sloužila nová budova k měření počasí jako meteorologická observatoř 1. třídy. Budova přežila první i druhou světovou válku. Přes nepříznivé povětrnostní podmínky, jež jsou na vrcholu Sněžky běžné, byla stanice v provozu až do roku 1976. Stará budova byla pak v roce 1989 zbořena.
Nová budova observatoře byla vybudována v letech 1966–1974. Od 1. ledna 1975 byla ve staré a nové observatoři souběžně prováděna srovnávací měření. Meteorologická měření a sledování počasí v nové budově začala 1. ledna 1975. Observatoř řídili mimo jiné Tadeusz Hołdys a Józef Pawłowski (v letech 1983–2000). V současné době je vedoucím Piotr Krzaczkowski (od roku 2000).
Institut meteorologie a vodního hospodářství uzavřel 1. listopadu 2015 do odvolání restaurační část. V únoru 2020 byla silným větrem poškozena střešní krytina objektu.

## Stará observatoř

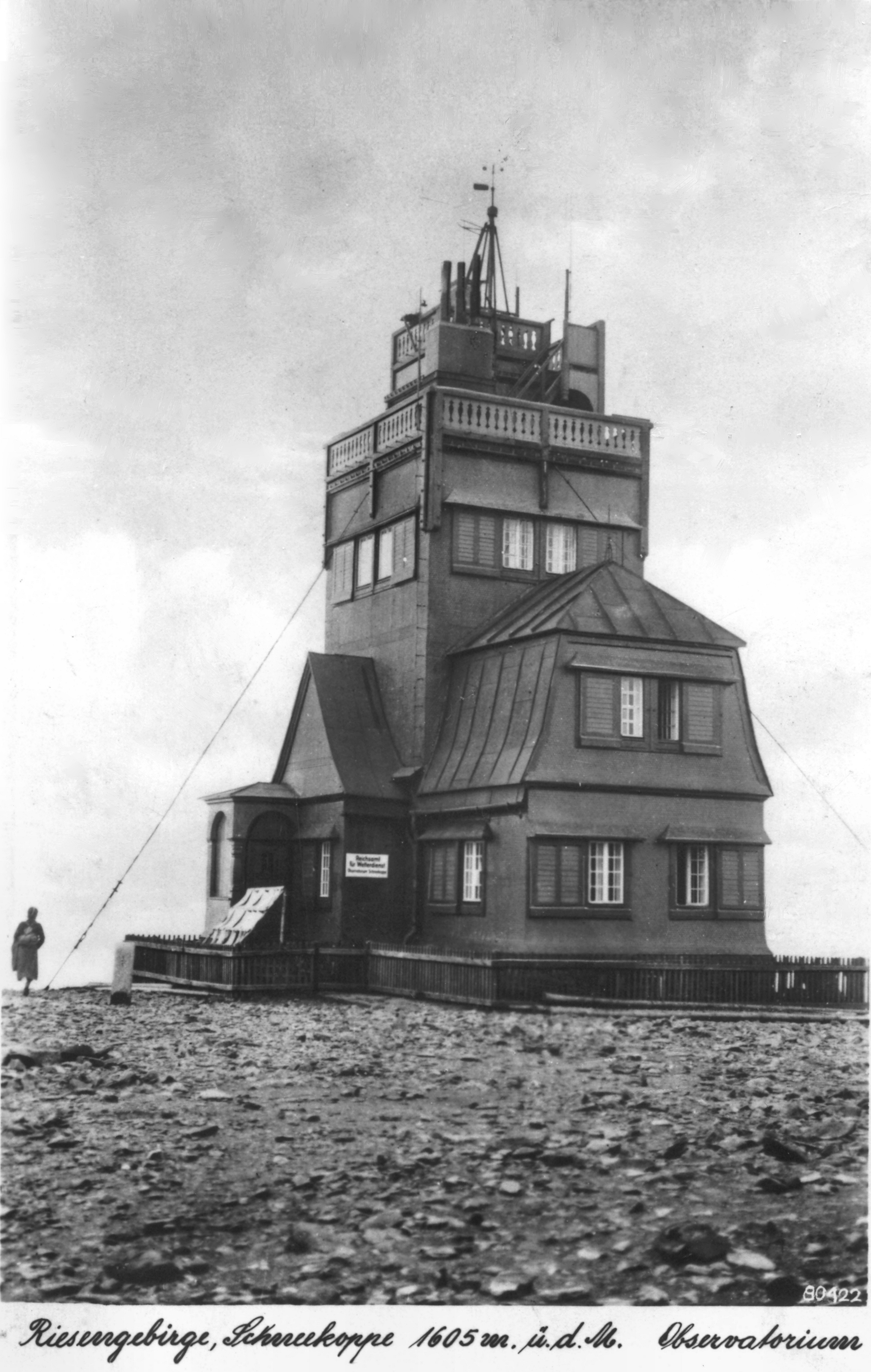
Budova staré observatoře v roce 1942

Budova staré observatoře měla tvar třípatrové věže se dvěma malými terasami na střeše a byla 16 m vysoká. Nosnou konstrukci stavby tvořily dubové a modřínové trámy spojené až 4 m dlouhými šrouby. Ta byla vyplněna osmnácticentimetrovými kostkami z azbestu a korku, potaženými jutou napuštěnou sádrou. Vnější izolační vrstva byla zhotovena z prken a dehtové lepenky, zatímco vnitřní tvořila dřevovláknitá deska. Stabilitu věže zajišťovala vrstva kamenů o hmotnosti 5 tun, jež byly umístěny pod terasou. Celá budova byla pomocí ocelových lan ukotvena ve skalnatém podloží. Proti úderu blesku ji chránily tři hromosvody. Měření se prováděla na terasách a v meteorologické zahradě nacházející se na české straně hory.
Během své existence prošla budova několika renovacemi. Měření počasí ve staré observatoři bylo ukončeno dne 23. října 1976. Stará budova měla být poté rozebrána a dopravena na jiné místo, kde měla sloužit jako meteorologické muzeum. Proto Institut meteorologie a vodního hospodářství daroval v roce 1978 celý objekt za „symbolický jeden zlotý“ městu Karpacz, jehož správní území zasahuje až na vrchol Sněžky. Zařízení mělo být přesunuto do blízkosti tamějšího Muzea sportu a turistiky, ale tento projekt nebyl nikdy realizován. Roku 1989 pak byla budova, která v té době již 13 let chátrala, zbořena způsobem, který nepočítal s její rekonstrukcí.

## Nová observatoř

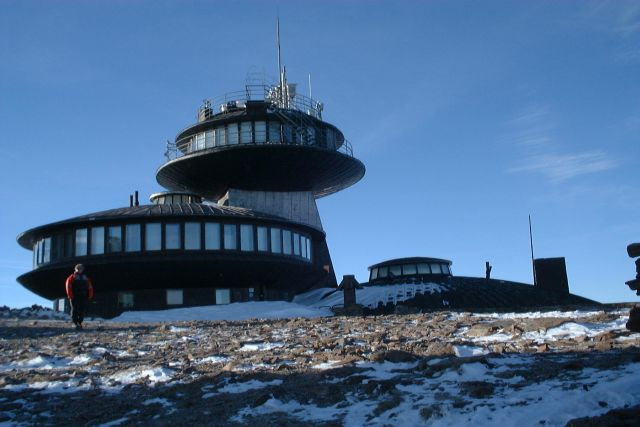
Budova nové observatoře – pohled z východu

V polovině 50. let minulého století bylo rozhodnuto o výstavbě nové observatoře, s vlastní realizací se však začalo až v druhé polovině 60. let. Nová budova observatoře, dokončená 13. listopadu 1974, stojí jen pár metrů západně od místa, kde se dříve na polské (do roku 1945 německé) straně nacházela horská ubytovna na Sněžce. Stavba je ze železobetonu, oceli, hliníku (včetně vnějšího obkladu) a skla. Jejími projektanty byli architekti Witold Lipiński a Waldemar Wawrzyniak z Vratislavské polytechniky, kteří vyhráli soutěž Svazu polských architektů na návrh budovy.
Budova má podobu tří propojených bloků ve tvaru disku. Witold Lipiński vysvětlil její tvar následovně: „V padesátých letech se hodně mluvilo o UFO, a jelikož mě vždy fascinovaly zakřivené linie a sférické prostory, rozhodl jsem se, že observatoř na Sněžce bude mít talířovitý tvar. Strukturu disků tvoří ocelová příhradová konstrukce založená centrálně na betonovém základu. Vzhledem ke špatnému technickému stavu budov a nárůstu turistického ruchu měla nová budova nahradit jak starou observatoř, tak starou ubytovnu z roku 1862. Nicméně nová budova nakonec neposkytuje žádné ubytovací funkce. V zařízení se nachází pouze meteorologická observatoř a restaurace. 
Architektonické řešení nové budovy observatoře bylo oceněno na Světové výstavě architektury v Mexiku. V červnu 2020 byla budova zapsána do Registru historických památek Dolnoslezského vojvodství.

### Konstrukce nové observatoře

#### Horní disk
Nejvyšší disk, jenž dosahuje do nadmořské výšky 1620 m, má nejmenší průměr – přibližně 13 m. Sídlí v něm meteorologická observatoř. Je uložen na železobetonovém tubusu nad ostatními disky. Liší se od nich vnější galerií procházející po obvodu disku a terasou pro měření počasí na střeše. Po celém obvodu má okna.

#### Prostřední disk
Prostřední disk má průměr asi 20 m a je situován na jižní straně. Nachází se v něm technické zázemí observatoře, místnosti pro zaměstnance a sklady. Je připojen k tubusu, na němž spočívá horní disk. Na střeše disku je umístěn světlík. Disk je podsklepený.

#### Spodní disk
Ve spodním disku je umístěna veřejná restaurace, v níž je vyhlídka směrem do Jelenohorské kotliny, obchod se suvenýry, odpočinkové místo pro turisty a toalety. Na západní straně disku se nachází vchod do observatoře. Spodní disk je umístěn na severní straně budovy a má největší průměr – asi 30 m. Také tato část je podsklepená a má na střeše světlík.

### Kontroverze
Nová budova budila od svého vzniku kontroverze, mimo jiné kvůli nedostatku odkazů na tradiční horskou architekturu. Připojila se však k trendu futuristických staveb, jež v oněch letech vyrůstaly v pohraničí tehdejšího Československa, jako jsou například věž hotelu a vysílače na vrcholu Ještědu (1966–1973) nebo rozhledna a televizní vysílač na Pradědu (1977–1983).

## Meteorologická zahrada
Meteorologická zahrada se nachází pár metrů od budovy observatoře, u státní hranice s Českou republikou, v místech, kde stávala stará budova. Zahrada na tomto místě funguje od roku 1991, kdy byla přesunuta z lokality na české straně.

## Poškození observatoře

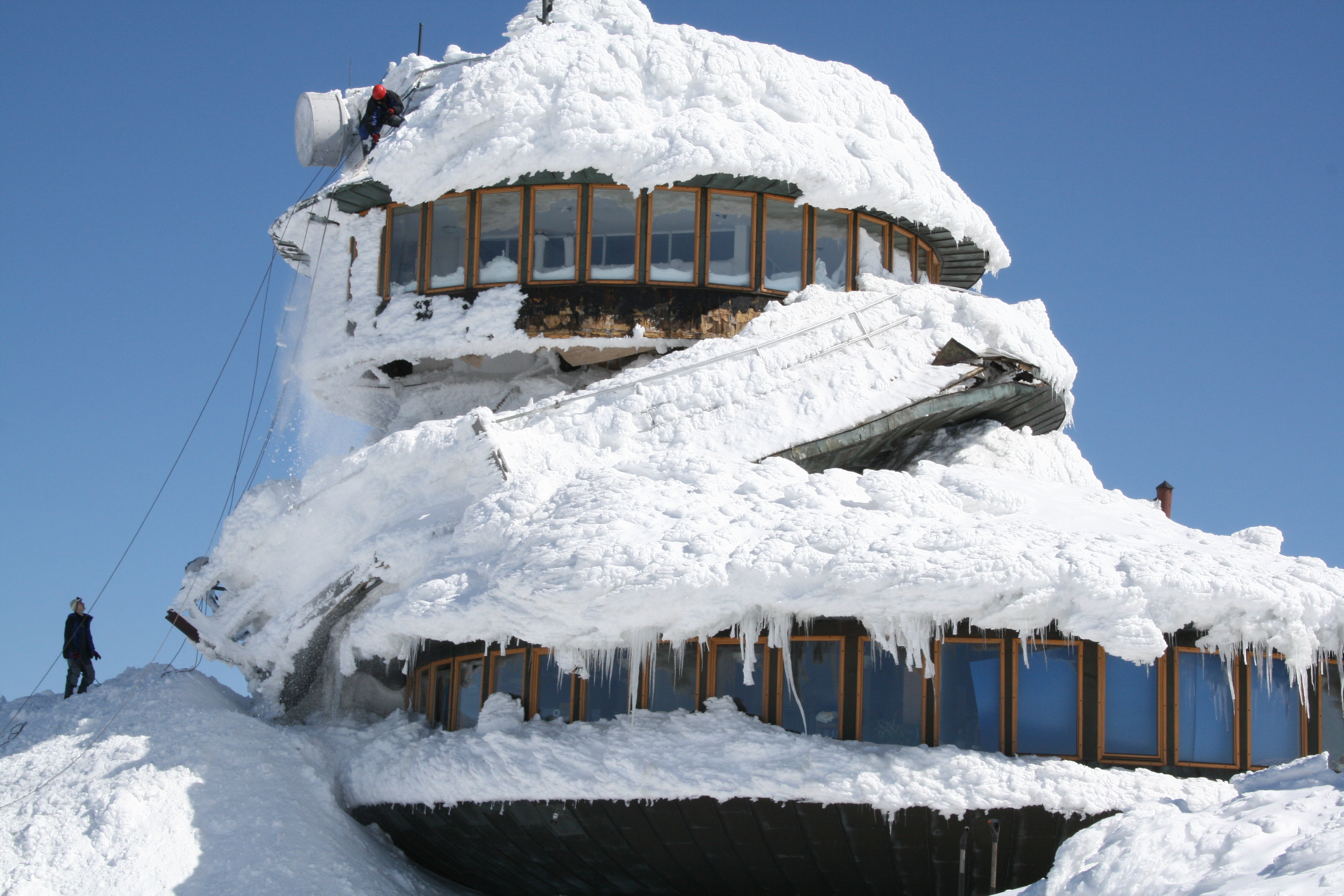
Observatoř na Sněžce krátce po stavební katastrofě. Stav v březnu 2009.

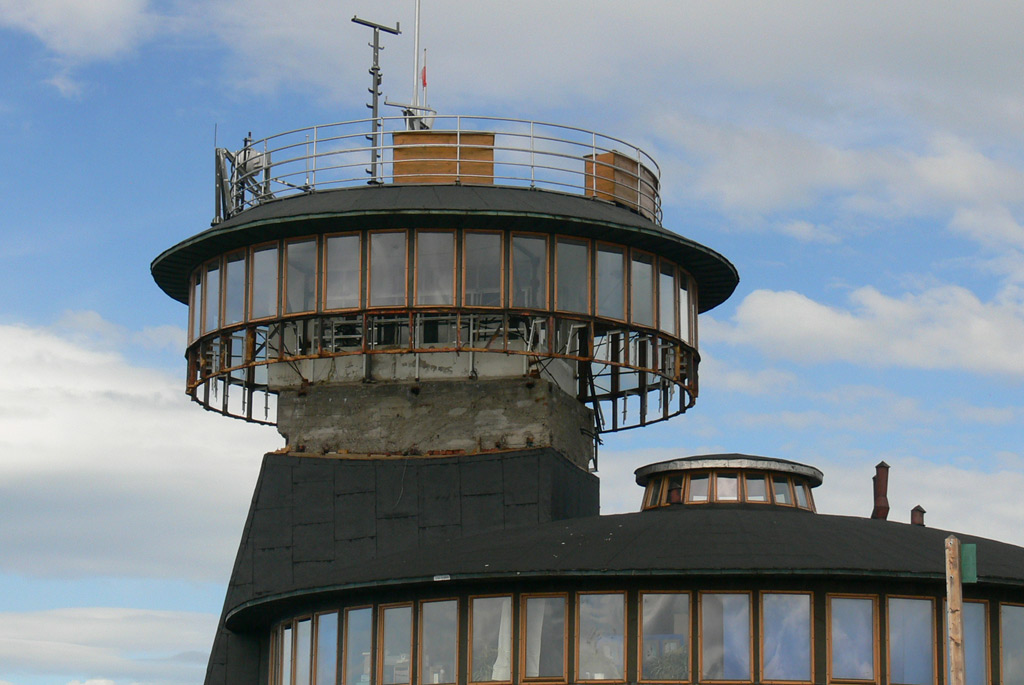
Poškození horního disku observatoře po katastrofě. Stav v červnu 2009.

### Rok 1962
V říjnu 1962 praskla jedna ze štítových zdí staré observatoře. Okresní architekt v Jelení Hoře proto vydal příkaz opustit do 48 hodin budovu. Aby bylo možné pokračovat dál v pozorováních, byla provedena zajišťovací oprava spočívající ve výměně shnilých prvků a posílení zdí.

### Rok 2009
Dne 11. března 2009 pocítili meteorologové pracující na observatoři lehký otřes. Příštího dne, tedy 12. března 2009, bylo slyšet hlasité prasknutí. V horním disku observatoře se objevily praskliny ve zdi a boule v podlaze. Zaměstnanci byli evakuováni z budovy a měřicí zařízení bylo přesunuto do středního disku. Celá budova a turistické trasy vedoucí na vrch z polské strany byly v pátek 13. března uzavřeny. Dne 16. března došlo ke katastrofě. Byla poškozena ocelová konstrukce, která nesla horní disk – nosníky se oddělily od železobetonové šachty při současném poškození 2/3 obvodového pláště. Již koncem března se rozběhly práce na opravě poškozené části horního disku. Ukončeny byly v říjnu 2009. Meteorologická pozorování probíhala po celou dobu bez přerušení, protože meteorologická observatoř na Sněžce je zařazena do globálního systému vysokohorských stanic Světové meteorologické organizace a jako taková je povinna provádět pozorování nepřetržitě.

## Meteorologické údaje
- Průměrná roční teplota na Sněžce mírně přesahuje 0 °C. V nejteplejším měsíci činí průměrná teplota 10,6 °C.
- Vůbec nejvyšší teplota byla na observatoři zaznamenána v roce 1892. Dosáhla tehdy 25,9 °C.[8][9] V poválečném období byla na současném místě observatoře zaznamenána nejvyšší teplota 28. července 2013, kdy teploměr ukázal 24,6 °C.[10]
- Vrchol Sněžky charakterizují hurikánové větry. Nejvyšší zaznamenaná 10minutová průměrná rychlost větru (21. února 2004)[10]  činila 65 m/s, tj. 234 km/h. Rekordní poryvy větru zde dosahují až 80 m/s.[11]
- Vrchol hory bývá zamlžen po více než 300 dní v roce. Sněhová pokrývka se na něm udržuje běžně déle než půl roku (obvykle od října do května). Průměrné srážky přesahují 1000 mm.

## Vzdělávací činnost observatoře
Na observatoři funguje takzvaný Bod ekologické výchovy, kde se zájemci mohou seznámit s fungováním meteorologických přístrojů.

## Zajímavosti
- Model observatoře na Sněžce v měřítku 1:25 lze vidět v Parku miniaturních památek Dolního Slezska v Kowarech.
- Budova vysokohorské observatoře na Sněžce je symbolem Studentského sdružení pohraničních průvodců ve Vratislavi.